# Шара (Италия)
 Тази статия е за градчето в Италия.  За реката вижте Шара (река).  За плодовия сок вижте Шира.
Ша̀ра (на италиански и на сицилиански Sciara) е малко градче и община в Южна Италия, провинция Палермо, автономен регион и остров Сицилия. Разположено е на 242 m надморска височина. Населението на общината е 2856 души (към 2010 г.).